# Van Helsing (Fernsehserie)
Van Helsing ist eine US-amerikanisch-kanadische Fernsehserie, die am 31. Juli 2016 ihre Premiere beim Sender Syfy feierte. Sie basiert lose auf der vom Label Zenescope Entertainment veröffentlichten Comicreihe Helsing. Für die erste Staffel wurden 13 Episoden geordert. Bereits nach der Ausstrahlung von vier Episoden wurde die Serie um eine zweite Staffel verlängert, deren Umfang erneut 13 Episoden beträgt. Am 19. Oktober 2017 wurde die Serie erneut um eine 13-teilige Staffel verlängert. Die vierte Staffel wurde vom 27. September bis zum 20. Dezember 2019 in den USA ausgestrahlt. Die fünfte und gleichzeitig finale Staffel lief vom 16. April bis zum 25. Juni 2021.

## Inhalt
Die Serie handelt von Vanessa Van Helsing, einer Nachfahrin Abraham Van Helsings, welche beim Beginn einer Vampirapokalypse stirbt und drei Jahre darauf wieder aufersteht und sich in einer post-apokalyptischen Welt dem Kampf gegen eine Vampir-Plage stellen muss.

## Besetzung
Die Synchronisation der Serie wird bei der Splendid Synchron nach Dialogbüchern von Miriam Franković (Staffel 1), Heiko Obermöller (Staffel 2 und 3) und Antigoni Loukovitou (Staffel 3) unter der Dialogregie von Rainer Gerlach erstellt.
| Rolle                            | Schauspieler          | Hauptrolle (Episoden) | Nebenrolle (Episoden)                  | Synchronsprecher                                  |
| -------------------------------- | --------------------- | --------------------- | -------------------------------------- | ------------------------------------------------- |
| Vanessa Van Helsing              | Kelly Overton         | 1.01–4.07, 5.09–5.13  |                                        | Gundi Eberhard                                    |
| Axel Miller                      | Jonathan Scarfe       | 1.01–5.13             |                                        | Sebastian Christoph Jacob                         |
| John                             | David Cubitt          | 1.01–1.09             | 3.10                                   | Bernd Vollbrecht                                  |
| Mohamad                          | Trezzo Mahoro         | 1.01–2.13             | 3.01, 3.04, 3.07, 3.10, 3.13           | Benjamin Krause                                   |
| Sarah „Doc“                      | Rukiya Bernard        | 1.01–4.02, 5.04       |                                        | Sabine Jaeger                                     |
| Phil „Flesh“                     | Vincent Gale          | 1.01–4.06             |                                        | Gerald Schaale                                    |
| Sam                              | Christopher Heyerdahl | 1.01–4.07             |                                        | Rainer Gerlach                                    |
| Dimitri                          | Paul Johansson        | 2.01–2.13             | 1.02–1.13                              | Vlad Chiriac                                      |
| Scarlett Harker (Van Helsing)    | Missy Peregrym        | 3.01–3.13             | 2.06–2.13                              | Berenice Weichert                                 |
| Julius                           | Aleks Paunovic        | 4.01– 5.07            | 1.03–3.13                              | Hans-Eckart Eckhardt                              |
| Hansen                           | Neal McDonough        | 4.01–4.13             | 3.13                                   | Stephan Baumecker                                 |
| Violet Van Helsing               | Keeya King            | 4.01–5.13             |                                        |                                                   |
| Jacqueline „Jack“ Van Helsing    | Nicole Muñoz          | 4.02–5.13             |                                        |                                                   |
| Bathory / Oracle                 | Jesse Stanley         | 5.01–5.04, 5.11–5.13  | 2.13–4.13                              | Heidrun Bartholomäus                              |
| Dracula / Dunkler Fürst / Olivia | Tricia Helfer         | 5.01–5.04, 5.11–5.13  | 4.07, 4.13                             |                                                   |
| Ivory                            | Jennifer Cheon        | 5.04–5.13             | 2.06–4.13                              | Ilka Teichmüller                                  |
| Nicole                           | Alison Wandzura       |                       | 1.01–1.07                              | Marieke Oeffinger                                 |
| Rebecca                          | Laura Mennell         |                       | 1.02–2.01                              | Mareile Moeller                                   |
| Susan Jackson                    | Hilary Jardine        |                       | 1.02–1.11, 2.06, 3.01–3.03, 3.10, 5.13 | Julia Stoepel (Staffel 1) Sarah Alles (Staffel 2) |
| Dylan                            | Hannah Cheramy        |                       | 1.02, 1.13–2.03, 3.01, 3.10, 5.13      | Léa Mariage                                       |
| Scab                             | Rowland Pidlubny      |                       | 1.04–4.10                              | Michael Bauer                                     |
| Lucky                            | Andrea Ware           |                       | 2.01–2.12                              | Nicole Hannak                                     |

## Staffel 1
Die Erstausstrahlung war in Deutschland durch Netflix am 21. Dezember 2016, die Original-Erstausstrahlung erfolgte ab 23. September 2016 auf dem US-amerikanischen Sender Syfy und umfasste dreizehn Episoden in der ersten Staffel.
| Nr. (ges.) | Nr. (St.) | Deutscher Titel       | Originaltitel   | Erstausstrahlung USA | Deutschsprachige Erstausstrahlung (D) | Regie           | Drehbuch                                   | Zuschauer (USA)          |
| ---------- | --------- | --------------------- | --------------- | -------------------- | ------------------------------------- | --------------- | ------------------------------------------ | ------------------------ |
| 1          | 1         | Schlafende Schönheit  | Help Me         | 31. Juli 2016        | 21. Dez. 2016                         | Michael Nankin  | Neil LaBute                                | 1,24 Millionen Zuschauer |
| 2          | 2         | Vanessa Seward        | Seen You        | 23. Sep. 2016        | 21. Dez. 2016                         | Michael Nankin  | Simon Barry                                | 0,83 Millionen Zuschauer |
| 3          | 3         | Die tote Frau         | Stay Inside     | 30. Sep. 2016        | 21. Dez. 2016                         | Michael Nankin  | Jackie May                                 | 0,66 Millionen Zuschauer |
| 4          | 4         | Die Busfahrerin       | Coming Back     | 7. Okt. 2016         | 21. Dez. 2016                         | David J. Frazee | Jonathan Walker                            | 0,62 Millionen Zuschauer |
| 5          | 5         | Das Miststück         | Fear Her        | 14. Okt. 2016        | 21. Dez. 2016                         | David J. Frazee | Jeremy Smith & Matt Venables               | 0,61 Millionen Zuschauer |
| 6          | 6         | Ich geb auf           | Nothing Matters | 21. Okt. 2016        | 21. Dez. 2016                         | Amanda Tapping  | Neil LaBute                                | 0,64 Millionen Zuschauer |
| 7          | 7         | Kriegsobjekt          | For Me          | 28. Okt. 2016        | 21. Dez. 2016                         | Amanda Tapping  | Simon Barry                                | 0,53 Millionen Zuschauer |
| 8          | 8         | Akte 281: Die Farm    | Little Thing    | 4. Nov. 2016         | 21. Dez. 2016                         | Jason Priestley | Neil LaBute                                | 0,61 Millionen Zuschauer |
| 9          | 9         | Die Führerin          | Help Out        | 11. Nov. 2016        | 21. Dez. 2016                         | Jason Priestley | Jackie May                                 | 0,68 Millionen Zuschauer |
| 10         | 10        | Die besondere Frau    | Stay Away       | 18. Nov. 2016        | 21. Dez. 2016                         | Simon Barry     | Jonathan Walker                            | 0,60 Millionen Zuschauer |
| 11         | 11        | Rachsüchtige Freundin | Last Time       | 25. Nov. 2016        | 21. Dez. 2016                         | Simon Barry     | Simon Barry                                | 0,65 Millionen Zuschauer |
| 12         | 12        | Opferlamm             | He’s Coming     | 2. Dez. 2016         | 21. Dez. 2016                         | Amanda Tapping  | Shevon Singh, Jeremy Smith & Matt Venables | 0,50 Millionen Zuschauer |
| 13         | 13        | Die Letzte            | It Begins       | 9. Dez. 2016         | 21. Dez. 2016                         | Amanda Tapping  | Neil LaBute                                | 0,56 Millionen Zuschauer |

## Staffel 2
Die Erstausstrahlung war in Deutschland durch Netflix am 19. Januar 2018, die Original-Erstausstrahlung erfolgte ab 5. Oktober 2017 auf dem US-amerikanischen Sender Syfy und umfasste dreizehn Episoden in der zweiten Staffel.
| Nr. (ges.) | Nr. (St.) | Deutscher Titel   | Originaltitel      | Erstausstrahlung USA | Deutschsprachige Erstausstrahlung (D) | Regie           | Drehbuch                                                   | Zuschauer (USA)          |
| ---------- | --------- | ----------------- | ------------------ | -------------------- | ------------------------------------- | --------------- | ---------------------------------------------------------- | ------------------------ |
| 14         | 1         | Neuanfang         | Began Again        | 5. Okt. 2017         | 19. Jan. 2018                         | Michael Nankin  | Neil LaBute                                                | 0,46 Millionen Zuschauer |
| 15         | 2         | Erlösung          | In Redemption      | 12. Okt. 2017        | 19. Jan. 2018                         | Michael Nankin  | Jonathan Lloyd Walker                                      | 0,45 Millionen Zuschauer |
| 16         | 3         | Liebe tut weh     | Love Bites         | 19. Okt. 2017        | 19. Jan. 2018                         | Michael Nankin  | Jackie May                                                 | 0,49 Millionen Zuschauer |
| 17         | 4         | Ein Zuhause       | A Home             | 26. Okt. 2017        | 19. Jan. 2018                         | Jason Stone     | Jeremy Smith & Matt Venables                               | 0,46 Millionen Zuschauer |
| 18         | 5         | Rette dich selbst | Save Yourself      | 2. Nov. 2017         | 19. Jan. 2018                         | Jason Stone     | Neil LaBute                                                | 0,37 Millionen Zuschauer |
| 19         | 6         | Veritas Vincit    | Veritas Vincit     | 9. Nov. 2017         | 19. Jan. 2018                         | Kaare Andrews   | Jonathan Lloyd Walker                                      | 0,30 Millionen Zuschauer |
| 20         | 7         | Alles ändert sich | Everything Changes | 16. Nov. 2017        | 19. Jan. 2018                         | Kaare Andrews   | Jeremy Smith & Matt Venables                               | 0,35 Millionen Zuschauer |
| 21         | 8         | Big Mama          | Big Mama           | 30. Nov. 2017        | 19. Jan. 2018                         | David Winning   | Neil LaBute                                                | 0,34 Millionen Zuschauer |
| 22         | 9         | Aufwachen         | Wakey, Wakey       | 7. Dez. 2017         | 19. Jan. 2018                         | David Winning   | Jeremy Smith & Matt Venables                               | 0,49 Millionen Zuschauer |
| 23         | 10        | Basenpaar         | Base Pair          | 14. Dez. 2017        | 19. Jan. 2018                         | Paul Johansson  | Jackie May & Michael C. Natchoff; Teleplay by : Jackie May | 0,36 Millionen Zuschauer |
| 24         | 11        | Sei du selbst     | Be True            | 21. Dez. 2017        | 19. Jan. 2018                         | Jonathan Scarfe | Jackie May                                                 | 0,49 Millionen Zuschauer |
| 25         | 12        | Crooked Falls     | Crooked Falls      | 28. Dez. 2017        | 19. Jan. 2018                         | Paul Johansson  | Jonathan Lloyd Walker                                      | 0,55 Millionen Zuschauer |
| 26         | 13        | Schwarze Tage     | Black Days         | 4. Jan. 2018         | 19. Jan. 2018                         | Jonathan Scarfe | Neil LaBute                                                | 0,48 Millionen Zuschauer |

## Staffel 3
Die Erstausstrahlung war in Deutschland durch Netflix am 25. Februar 2019, die Original-Erstausstrahlung erfolgte ab 5. Oktober 2018 auf dem US-amerikanischen Sender Syfy und umfasste dreizehn Episoden in der dritten Staffel.
| Nr. (ges.) | Nr. (St.) | Deutscher Titel          | Originaltitel  | Erstausstrahlung USA | Deutschsprachige Erstausstrahlung (D) | Regie           | Drehbuch                     | Zuschauer (USA)          |
| ---------- | --------- | ------------------------ | -------------- | -------------------- | ------------------------------------- | --------------- | ---------------------------- | ------------------------ |
| 27         | 1         | Gegen die Zeit           | Fresh Tendrils | 5. Okt. 2018         | 25. Feb. 2019                         | Jonathan Scarfe | Neil LaBute                  | 0,39 Millionen Zuschauer |
| 28         | 2         | Vorfahren                | Super Unknown  | 12. Okt. 2018        | 25. Feb. 2019                         | Jonathan Scarfe | Neil LaBute                  | 0,48 Millionen Zuschauer |
| 29         | 3         | Lebendig                 | I Awake        | 19. Okt. 2018        | 25. Feb. 2019                         | Michael Nankin  | Jonathan Lloyd Walker        | 0,39 Millionen Zuschauer |
| 30         | 4         | Gefangen                 | Rusty Cage     | 26. Okt. 2018        | 25. Feb. 2019                         | Michael Nankin  | Jackie May                   | 0,42 Millionen Zuschauer |
| 31         | 5         | Gottverdammte Apokalypse | Pretty Noose   | 2. Nov. 2018         | 25. Feb. 2019                         | Jason Priestley | Jeremy Smith & Matt Venables | 0,46 Millionen Zuschauer |
| 32         | 6         | Wie Selbstmord           | Like Suicide   | 9. Nov. 2018         | 25. Feb. 2019                         | Jason Priestley | Jeremy Smith & Matt Venables | 0,42 Millionen Zuschauer |
| 33         | 7         | Mausjäger                | Hunted Down    | 16. Nov. 2018        | 25. Feb. 2019                         | Leslie Hope     | Neil LaBute                  | 0,36 Millionen Zuschauer |
| 34         | 8         | Einsame Entscheidungen   | Crooked Steps  | 23. Nov. 2018        | 25. Feb. 2019                         | Jonathan Scarfe | Neil LaBute                  | 0,35 Millionen Zuschauer |
| 35         | 9         | Loveland                 | Loud Love      | 30. Nov. 2018        | 25. Feb. 2019                         | David Winning   | Jeremy Smith & Matt Venables | 0,32 Millionen Zuschauer |
| 36         | 10        | Blut eines Opfers        | Outside World  | 7. Dez. 2018         | 25. Feb. 2019                         | Jackie May      | Jackie May                   | 0,38 Millionen Zuschauer |
| 37         | 11        | War kurz weg             | Been Away      | 21. Dez. 2017        | 25. Feb. 2019                         | Jacquie Gould   | Jackie May                   | 0,34 Millionen Zuschauer |
| 38         | 12        | Gott hat seine Gründe    | Christ Pose    | 14. Dez. 2018        | 25. Feb. 2019                         | Leslie Hope     | Jonathan Walker              | 0,32 Millionen Zuschauer |
| 39         | 13        | Licht in der Dunkelheit  | Birth Ritual   | 21. Dez. 2018        | 25. Feb. 2019                         | David Winning   | Jonathan Lloyd Walker        | 0,38 Millionen Zuschauer |

## Staffel 4
Die Erstausstrahlung war in Deutschland durch Netflix am 8. Februar 2020, die Original-Erstausstrahlung erfolgte ab 27. September 2019 auf dem US-amerikanischen Sender Syfy und umfasste dreizehn Episoden in der vierten Staffel.
| Nr. (ges.) | Nr. (St.) | Deutscher Titel        | Originaltitel    | Erstausstrahlung USA | Deutschsprachige Erstausstrahlung (D) | Regie              | Drehbuch                                                                   | Zuschauer (USA)          |
| ---------- | --------- | ---------------------- | ---------------- | -------------------- | ------------------------------------- | ------------------ | -------------------------------------------------------------------------- | ------------------------ |
| 40         | 1         | Dunkles Schicksal      | Dark Destiny     | 27. Sep. 2019        | 8. Feb. 2020                          | David Winning      | Jonathan Lloyd Walker                                                      | 0,36 Millionen Zuschauer |
| 41         | 2         | Dunkle Bande           | Dark Ties        | 4. Okt. 2019         | 8. Feb. 2020                          | David Winning      | Neil LaBute                                                                | 0,30 Millionen Zuschauer |
| 42         | 3         | Gefängniseinbruch      | Love Less        | 11. Okt. 2019        | 8. Feb. 2020                          | Jacquie Gould      | Jackie May                                                                 | 0,26 Millionen Zuschauer |
| 43         | 4         | Gebrochene Versprechen | Broken Promises  | 18. Okt. 2019        | 8. Feb. 2020                          | Jonathan Scarfe    | Jeremy Smith & Matt Venables                                               | 0,34 Millionen Zuschauer |
| 44         | 5         | Tod oder Freiheit      | Liberty Or Death | 25. Okt. 2019        | 8. Feb. 2020                          | Jacquie Gould      | Jackie May                                                                 | 0,35 Millionen Zuschauer |
| 45         | 6         | Tief in den Badlands   | Miles And Miles  | 1. Nov. 2019         | 8. Feb. 2020                          | Kimani Ray Smith   | Jackie May                                                                 | 0,33 Millionen Zuschauer |
| 46         | 7         | Das Tor                | Metamorphosis    | 8. Nov. 2019         | 8. Feb. 2020                          | Jonathan Scarfe    | Neil LaBute                                                                | 0,32 Millionen Zuschauer |
| 47         | 8         | Das Prisma             | The Prism        | 15. Nov. 2019        | 8. Feb. 2020                          | Alexandra La Roche | Jonathan Lloyd Walker                                                      | 0,32 Millionen Zuschauer |
| 48         | 9         | Der Ausbruch           | No „I“ In Team   | 22. Nov. 2019        | 8. Feb. 2020                          | Michael Nankin     | Jeremy Smith & Matt Venables                                               | 0,25 Millionen Zuschauer |
| 49         | 10        | Was für eine Show!     | Together Forever | 29. Nov. 2019        | 8. Feb. 2020                          | Alexandra La Roche | Jeremy Smith & Matt Venables                                               | 0,23 Millionen Zuschauer |
| 50         | 11        | Eine Illusion          | All Apologies    | 6. Dez. 2019         | 8. Feb. 2020                          | Lynne Stopkewich   | Neil LaBute                                                                | 0,27 Millionen Zuschauer |
| 51         | 12        | Drei Seiten            | Three Pages      | 13. Dez. 2019        | 8. Feb. 2020                          | Shannon Kohli      | Jonathan Lloyd Walker & Gorrman Lee                                        | 0,21 Millionen Zuschauer |
| 52         | 13        | Die Gefangene          | The Beholder     | 20. Dez. 2019        | 8. Feb. 2020                          | Shannon Kohli      | Jonathan Lloyd Walker & SJ Trohimchuk; Teleplay by : Jonathan Lloyd Walker | 0,34 Millionen Zuschauer |

## Staffel 5
Die Erstausstrahlung war in Deutschland durch Netflix am 16. Juli 2021, die Original-Erstausstrahlung erfolgte ab 16. April 2021 auf dem US-amerikanischen Sender Syfy und umfasste dreizehn Episoden in der fünften Staffel.
| Nr. (ges.) | Nr. (St.) | Deutscher Titel       | Originaltitel      | Erstausstrahlung USA | Deutschsprachige Erstausstrahlung (D) | Regie              | Drehbuch                     | Zuschauer (USA)          |
| ---------- | --------- | --------------------- | ------------------ | -------------------- | ------------------------------------- | ------------------ | ---------------------------- | ------------------------ |
| 53         | 1         | Vergangenheit         | Past Tense         | 16. Apr. 2021        | 16. Juli 2021                         | Jonathan Scarfe    | Jonathan Lloyd Walker        | 0,30 Millionen Zuschauer |
| 54         | 2         | Alte Freunde          | Old Friends        | 23. Apr. 2021        | 16. Juli 2021                         | Jonathan Scarfe    | Jackie May                   | 0,20 Millionen Zuschauer |
| 55         | 3         | Lumina intunecata     | Lumina Intunecata  | 30. Apr. 2021        | 16. Juli 2021                         | Jonathan Scarfe    | Jonathan Lloyd Walker        | 0,23 Millionen Zuschauer |
| 56         | 4         | Die Lage der Nation   | State Of The Union | 7. Mai 2021          | 16. Juli 2021                         | Leslie Hope        | Jeremy Smith & Matt Venables | 0,27 Millionen Zuschauer |
| 57         | 5         | Schwesternjagd        | Sisterhunt         | 14. Mai 2021         | 16. Juli 2021                         | Kimani Ray Smith   | Waneta Storms                | -                        |
| 58         | 6         | Carpe noctis          | Carpe Noctis       | 21. Mai 2021         | 16. Juli 2021                         | Jonathan Scarfe    | Gorrman Lee & SJ Trohimchuk  | -                        |
| 59         | 7         | Friedhofsunruhe       | Graveyard Smash    | 28. Mai 2021         | 16. Juli 2021                         | Leslie Hope        | Jeremy Smith & Matt Venables | -                        |
| 60         | 8         | Ärger in der Tiefe    | Deep Trouble       | 4. Juni 2021         | 16. Juli 2021                         | Jacquie Gould      | Jeremy Smith & Matt Venables | 0,23 Millionen Zuschauer |
| 61         | 9         | Die Tür               | The Doorway        | 11. Juni 2021        | 16. Juli 2021                         | Alexandra La Roche | Neil LaBute                  | 0,14 Millionen Zuschauer |
| 62         | 10        | E pluribus unum       | E Pluribus Unum    | 18. Juni 2021        | 16. Juli 2021                         | Jacquie Gould      | Jonathan Lloyd Walker        | -                        |
| 63         | 11        | Die verborgene Mutter | Undercover Mother  | 18. Juni 2021        | 16. Juli 2021                         | Jacquie Gould      | Jackie May                   | -                        |
| 64         | 12        | Die Stimmen           | The Voices         | 18. Dez. 2021        | 16. Juli 2021                         | Alexandra La Roche | Jackie May                   | 0,24 Millionen Zuschauer |
| 65         | 13        | Novissima solis       | Novissima Solis    | 25. Juni 2021        | 16. Juli 2021                         | Michael Nankin     | Jonathan Lloyd Walker        | 0,15 Millionen Zuschauer |